# Al Hazm
Al-Hazm (arabă الحزم) este un club de fotbal din Ar Rass, care joacă în Prima Ligă de fotbal din Arabia Saudită.

## Lot actual
<...>